# 1998~2002년 아르헨티나 경제 침체
아르헨티나 경제 위기는 1990년대 말부터 2000년대 초까지 아르헨티나에서 외채 문제로 인해 비롯된 사건이다. 위기는 1999년 실질 GDP의 감소와 함께 일어났고, 2003년부터 GDP 성장이 지속되면서 막을 내렸다. 그러나 이 위기는 아르헨티나 경제를 붕괴상태에 이르게 만들었으며, 아르헨티나 국민들의 삶에 커다란 영향을 끼쳤다.

## 원인

### 군사정권의 경제정책 실패
아르헨티나는 1970년대 중반까지만 하더라도 비교적 경제사정이 괜찮았다. 1940~1950년대 곡물을 팔아 벌어놓은 달러는 넉넉했고 유럽 등에서 들어오던 투자 이민자들이 들여오는 돈도 많았다.
1976년 쿠데타로 집권한 아르헨티나 군사정권(일명 국가 재건 과정)은 여러 복잡한 경제 문제를 남기고 물러났다. 1976년 군사정권이 중화학 공업 육성정책을 본격화하면서 성급하게 자본 및 수입자유화를 실시하여 외채가 1975년 78억달러에서 외채가 1983년에는 450억달러로 늘어났다. 외채 상환을 위해 다시 외채를 끌어들이는 악순환은 이때부터 시작됐다. 군사정권은 노동법 개정, 노조 탄압, 최저임금 폐지를 통해 해고를 자유롭게 하도록 허용하고 임금을 대폭 하락시켰다. 1970년을 기준으로 실질 임금을 100이라고 하면, 1975년에는 124로 상승했지만, 1976년에는 1년만에 30년 이래 최저 수준인 79까지 떨어졌다. 이로 인해 국민의 생활 수준이 하락하여 군사정권 말기에 빈곤율이 40%, 실질실업률은 18%까지 치솟았다.
1983년 군사정권이 물러나고 치러진 대선에서 라울 알폰신이 당선돼 오랜만에 민주적인 정부가 들어섰다. 라울 알폰신 정권은 새 통화로 아우스트랄을 도입해 아르헨티나 경제를 일시적으로 안정화시켰다. 하지만 정부가 군사정권 시기에 쌓인 막대한 외채에 대한 이자를 지불할 능력이 충분치 않아 아우스트랄에 대한 신뢰도는 급격하게 떨어졌다. 매달 10~20%씩 물가 상승이 일어나 결국 정부가 인플레이션을 통제할 수 없게 되는 지경에 이르렀다. 1989년에는 연 물가상승률이 5000%에 달했다. 알폰신은 경제 위기의 책임을 지고 신자유주의 신봉자이자 대통령 당선자인 카를로스 메넴에게 6개월 일찍 대통령 직을 넘겨주었다.

### 태환정책의 폐해
1990년 말, 도밍고 카바요가 메넴 신정부의 경제부 장관에 취임했다. 카바요 장관은 1992년 1월 1일 10000아우스트랄을 1페소로 액면가격을 평가 절하하면서 미국 달러화 대 페소화의 환율을 1대1로 고정시키는 조치를 취했다. 아르헨티나 국민은 은행에 가서 손쉽게 페소화를 달러로 바꿀 수 있게 됐다. 이러한 태환성을 확보하기 위해, 아르헨티나 중앙은행은 미국 달러 외환과 같은 양의 페소화가 유통되도록 유지했다. 하이퍼인플레이션이 일어나는 동안 아르헨티나 국민들이 아르헨티나 통화 대신 미국 달러를 쓰기 시작했기 때문에, 태환정책의 초기 목표는 환율을 확실하게 보장해 페소화에 대한 신뢰를 높이는 것이었다. 결국 메넴 정권은 미국 달러 가치에 아르헨티나 페소를 연동하는 태환법(Ley de Convertibilidad)을 정착시켰다. 태환 정책의 성과로 물가상승률이 빠르게 낮아졌다. 이전과 달리 페소화의 가치가 확실히 보장받게 됐다. 아르헨티나 국민들은 태환 정책으로 더 싼 가격에 수입품을 살 수 있게 됐지만, 달러가 꾸준히 해외로 빠져나갔다. 아르헨티나 산업의 경쟁력 또한 상실되어 실업률이 지속적으로 상승했다.
아르헨티나 정부는 여전히 막대한 외채를 가지고 있었다. 그리고 태환정책을 지속하기 위해 외국에서 돈을 빌려야 할 필요도 있었다. 메넴은 '자유시장 경제정책'이란 미명아래 대부분의 국영기업, 공기업을 민영화하며 약 400억달러의외화를 끌어들였다. 90년대 아르헨티나에서는 통신, 전기, 가스, 수도, 철도, 방송, 석유, 체신, 전화 등 모든 부문에서 민영화가 진행됐다. 민영화가 급속하게 진행되면서 전기.전화.수도료 등 공공요금이 일제히 올라 서민생활을 압박하기 시작했고, 민영화에도 불구하고 외채는 계속 늘어났다.
1998년 다른 라틴아메리카에서 경제위기가 일어나 라틴아메리카 지역 전체 경제의 신뢰도가 떨어졌다. 메넴 정권이 적극적으로 추전하던 공기업 민영화로 들어오던 외국 자본 유입도 말라버렸다. 1999년 브라질 헤알화의 가치가 떨어지는 바람에 아르헨티나의 수출경쟁국인 브라질의 수출경쟁력이 강화되었다. 그리고 아르헨티나 페소와 연동된 미국 달러가 강세를 보였다. 이로 인해 아르헨티나의 수출액이 급감했다.
1990년대를 거치면서 아르헨티나 외채 규모는 엄청나게 불어났다. 더 이상 아르헨티나 정부가 외채를 갚는 것은 불가능하게 보였다. 국제통화기금은 아르헨티나에 2000년 140억달러에 달하는 구제금융을 제공했고, 외채 지불 계획을 연기시켰다. 당시 아르헨티나에서는 탈세가 만연하고 외국으로 자본유출이 자주 일어났다.
1999년 새로운 대통령으로 중도세력인 급진시민연합의 후보 페르난도 데 라 루아가 당선됐다. 당시 아르헨티나 실업률은 매우 높은 수준에 이르렀고, 태환정책의 부정적인 효과가 나타나기 시작했다. 1999년 아르헨티나 GDP 성장률은 -4%를 기록했다. 1999년에서 2001년까지 3년 연속 마이너스 성장을 기록하면서 경제불황에 빠졌다. 하지만 정부는 이를 제어하기 위한 조치를 취할 수 없었다. 사실 아르헨티나 정부는 전임 메넴정권부터 긴축 정책을 유지해왔다. 데 라 루아 대통령은 집권 2년동안 모두 9번째의 긴축조치를 발표해야 했다. 이는 물론 재정적자 축소를 목표로 한 IMF의 요구에 따른것이지만 긴축조치의 희생자는 그때마다 근로자와 연금생활자 등 서민층이 될 수 밖에 없었다. 경제 위기 발생 직전까지 태환법 폐지와 페소화 절하와 같은 해법은 정치적 자살골, 경제재앙과 다름없게 여겨지고 있었다.

## 모라토리움 선언

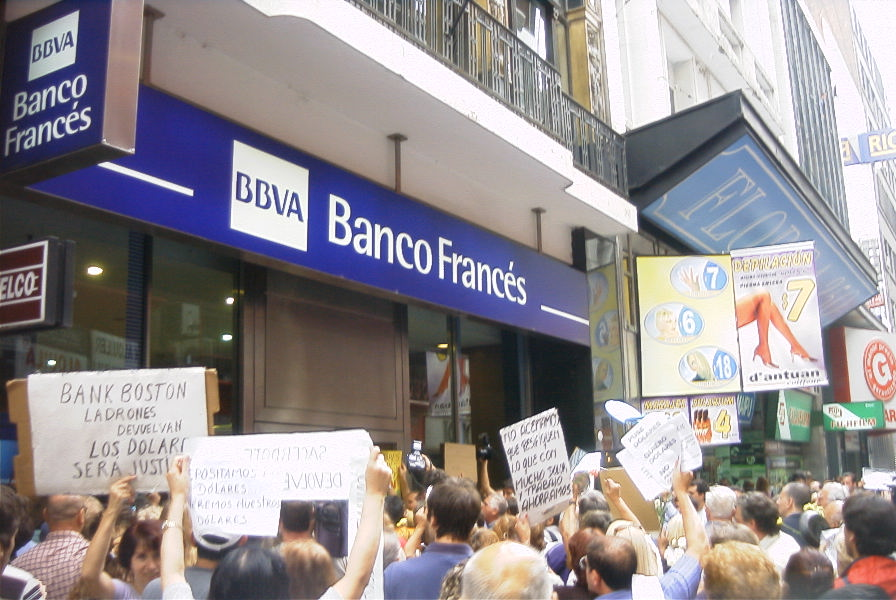
예금 동결에 항의하는 사람들.

아르헨티나 경제는 빠르게 투자자들의 신뢰를 상실했다. 해외로 유출되는 자금도 늘어났다. 2001년 아르헨티나 시중은행에서 빠져나간 예금은 200억달러 가량으로(전체 수신고의 23%), 뱅크 런이 일어났다. 아르헨티나 정부는 실질적으로 12개월 동안 모든 은행계좌를 동결하는 "코랄리토"라는 이름의 조치를 취했다. 2001년 12월 3일 데 라 루아 정부는 은행계좌의 인출액을 주당 250페소(미화 250달러)씩 월 1천페소로, 해외송금액도 월 1천페소로 각각 제한하고 달러화 예금을 페소로 전환했다. 아르헨티나 국민들은 계좌동결에 분노했고, 아르헨티나 주요 도시의 거리마다 냄비와 프라이팬을 두드리는 대규모 주민 시위(카세롤라소)가 발생했다. 은행, 외국 회사가 타격을 입으면서 재산 손실도 발생했다. 건물의 유리가 자주 파손되었기 때문에, 많은 기업들이 금속 장벽을 설치했다.
2001년 12월 19일 페르난도 데 라 루아 아르헨티나 대통령은 경제난에 따른 주민 시위 격화되자 30일간의 비상사태 선포했다. 비상사태 선포는 사태를 오히려 악화시켜, 12월 20일과 12월 21일 폭력 시위가 일어났다. 성난 민심을 달래기보다는 무력진압으로 문제를 해결하려 했던 것이 실수였다. 대통령궁을 향해 물밀듯이 밀려오는 시위대를 막지 못한 경찰들은 최후 수단으로 기마경찰대를 투입했고 이 과정에서 5명이 사망하고 수십명이 부상을 당하는 사고가 터졌다. 군부는 민간시위대를 진압하는 데 병력을 투입할 수는 없다며 대통령의 명령을 거부하기에 이르렀다. 최후의 보호막이 없어진 델라루아 대통령은 결국 사임을 결정했다.

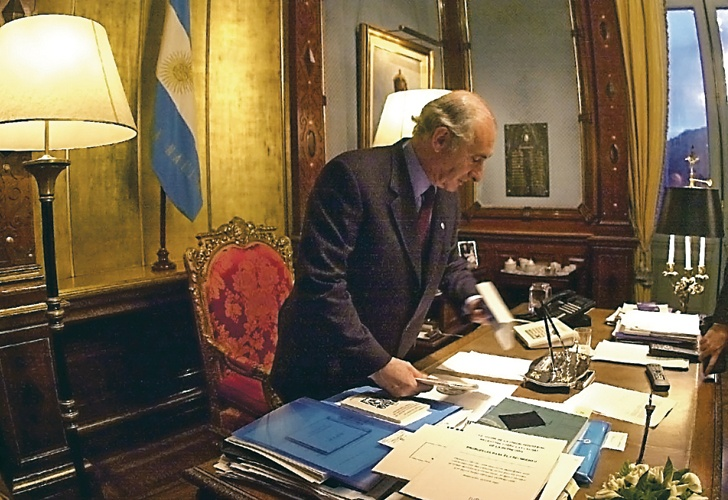
2001년 12월 21일 데 라 루아 대통령 사임

2001년 12월 23일 아돌포 로드리게스 사아 아르헨티나 임시 대통령은 1천320억 달러에 달하는 대외부채 상환의 일시 중단을 선언했다.(Moratorium) 로드리게스 사아 과도정부는 취임 즉시 제3의 통화(아르헨티노) 발행계획을 발표했지만, 이 계획은 로드리게스 사아의 하야와 더불어 무산됐다. 2001년 12월 31일 아돌포 로드리게스 사아는 경제 위기를 다룰 역량이 없었으며, 그가 속한 정당인 정의당의 지지를 받지 못하고 사임했다.
데 라 루아 사임 이후, 아돌포 로드리게스 사아 마저 사임해 아르헨티나는 2주 사이에 대통령이 4번 바뀌었다. 2002년 1월 1일 아르헨티나 상하원 합동회의에서 에두아르도 두알데 대통령이 취임해, 데 라 루아의 잔여임기를 맡았다.
초긴축정책에 따른 대규모 정리해고와 고실업률, 예금동결, 페소화 평가절하, 월급 및 연금의 공채지불, 소득감소 등으로 빈민층 증가율은 사상 최고수준에 이르렀다. 아르헨티나 통계청(INDEC)이 2002년 5월 2일 발표한 빈민층 증가현황에 따르면 2001년 10월부터 2002년 3월까지 5개월 동안 빈민층 숫자는 154만7천명이 더 늘었다. 전체 빈민숫자는 1천534만5천여명으로 아르헨티나 총인구의 42.6%를 차지하게 됐다.

## 태환정책 폐지
2002년 1월 5일 에두아르도 두알데 정부는 '환율체계의 개혁 및 국가비상사태 법안'이라는 경제개혁안을 발표했다. 이 개혁안은 10년동안 시행되면서 아르헨티나 경제를 파탄에 이르게 한 태환정책(태환법)의 폐지와 페소화의 평가절하등을 통해 경제난 극복과 사회질서 안정을 되찾는 것을 목적으로, 태환정책을 폐지하고 페소화의 가치를 30∼40% 평가절하했다. 2002년 1월 당시 공식적인 달러당 페소화의 환율은 1.4가 됐다.

### 태환정책 폐지 영향
태환정책 폐지 직후 일반 상점에서는 일부 상품가격이 폭등하거나 품귀현상을 빚기도 했다. 2002년 연말까지 달러 당 페소화의 환율은 빠르게 80% 하락해 4페소 이상으로 치솟았다. 태환정책 폐지와 페소화 평가절하는 아르헨티나 수출경쟁력을 강화시켜, 2002년 이래 아르헨티나는 지속적으로 무역흑자를 기록했다. 아르헨티나 공업이 성장의 발판을 마련, 2003년 월 20%씩 공업생산량이 증가하면서 수입대체가 급진전 됐다. 페소화 평가절하로 관광비용이 예전보다 상대적으로 저렴해졌기 때문에 관광객이 폭증해 2004년에는 관광객 770만여명이 아르헨티나를 찾았다.

## 경기 회복

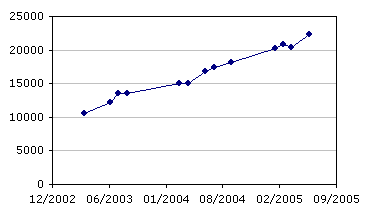
아르헨티나 중앙은행의 외환보유고 증가, 단위:백만달러

2003년 5월 25일 치러진 대선에서 네스토르 키르치네르가 당선됐다. 키르치네르는 2002년 4월 취임한 로베르토 라바냐 경제부장관을 유임했다. 키르치네르는 IMF의 경제긴축 요구와는 반대로 세금 인하, 일자리 창출을 위한 건설경기 진작, 각종 공공요금 인상 억제 및 투자 유도, 최저임금 대폭 인상 등 경기부양책을 구사함으로써 아르헨티나를 경제위기에서 벗어나게 한 것으로 평가받고 있다. 키르치네르 집권 이후 2003년 이래 아르헨티나 경제는 연평균 8~9%대의 고성장을 기록하고 있다.
| 연도       | 2003 | 2004 | 2005 | 2006 | 2007 | 2008 | 2009 | 2010 |
| ---------- | ---- | ---- | ---- | ---- | ---- | ---- | ---- | ---- |
| 경제성장률 | 8.8  | 9.0  | 9.2  | 8.5  | 8.7  | 6.8  | 0.9  | 9.7  |

키르치네르 정부는 페소화 평가절화 이후 고환율 정책을 유지했고, 중국의 대두 소비 증가, 대두 국제가격 상승과 더불어 수출확대로 이어졌다. 아르헨티나 중앙은행은 지속적으로 달러를 매입하여 외환보유고가 증가하고 있다. 키르치네르 정부는 수입억제, 국내산업 보호, 수입대체 공업 활성화를 통해 고용창출을 이뤄내고 있다. 아르헨티나 정부는 2006년 1월 3일 IMF차관 95억 달러를 전액 조기상환했다.
|      | 2004   | 2005   | 2006   | 2007   | 2008   | 2009   | 2010   |
| ---- | ------ | ------ | ------ | ------ | ------ | ------ | ------ |
| 수출 | 34,358 | 40,352 | 46,456 | 55,933 | 70,020 | 55,750 | 68,134 |
| 수입 | 22,447 | 28,689 | 34,150 | 44,780 | 57,422 | 38,770 | 56,501 |
| 수지 | 11,911 | 11,663 | 12,306 | 11,154 | 12,598 | 16,980 | 11,633 |

(단위:백만달러)

## 외채 재조정
아르헨티나 정부는 2001년 말 디폴트 선언에 따라 지불이 중지된 채권 1030억 달러에 대해 약 3분의 1만 갚겠다는 부채탕감안을 제시했다. 2005년 3월 2일 네스토르 키르치네르 아르헨티나 대통령은 오늘 1030억달러에 달하는 국가 채무문제가 해결됐으며 전 세계 채권자들에 대한 외채 재조정에 성공했다고 선언했다. 아르헨티나 정부의 2005년 3월 발표에 따르면, 76%의 채권자들이 외채의 금리 인하와 최장 42년으로의 만기 연장에 동의해 주었다.

## IMF에 대한 비판
IMF의 권고에 따라 1992년 메넴 정부가 시행한 태환 정책이 인플레이션을 낮추긴 했지만 성장을 지속시키지는 못했다는 비판이 있다. IMF는 아르헨티나가 긴축적 재정정책을 취하도록 했고 마찬가지로 파국적인 결과를 초래하도록 만들었다.

## 참고 자료
- 아르헨티나의 교훈, 조셉 스티글리츠

## 같이 보기
- IMF 구제금융사건
- 2008년 미국발 금융위기